# Kemari

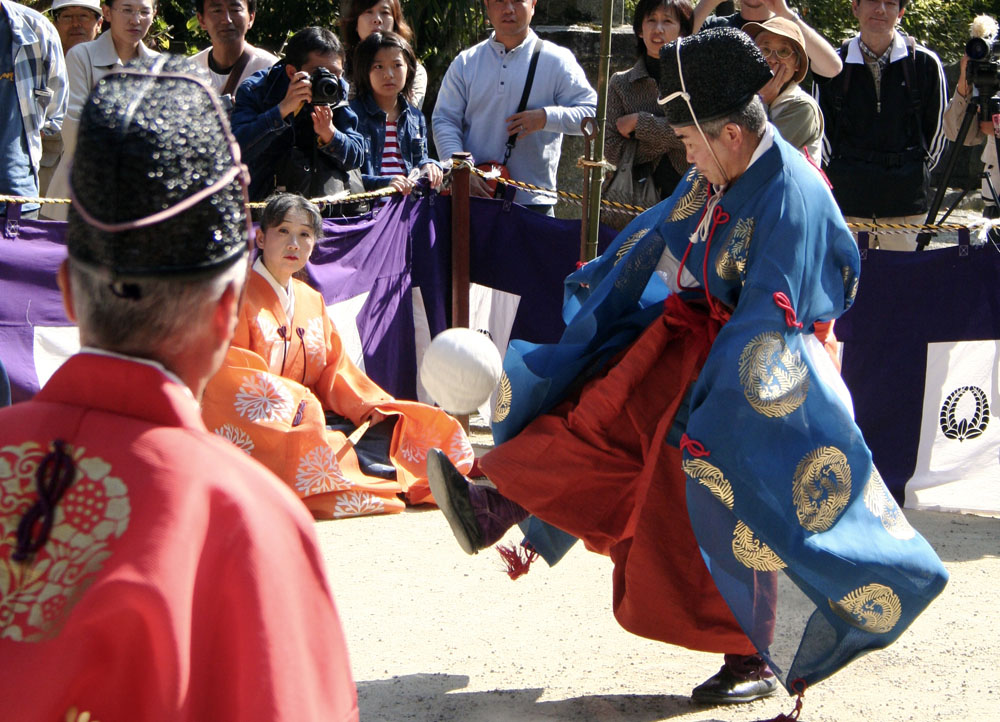
Japoneses jogam kemari, 2006.

Kemari (em japonês: 蹴鞠) é um jogo parecido com o futebol, muito popular no Japão durante o Período Heian. Kemari foi revivido nos tempos modernos. A primeira evidência do kemari é de 644 d.C. Fontes indicam que o Kemari foi influenciado pelo esporte chinês Cuju.
Embora não seja institucionalizado, o kemari ainda é praticado no Japão com o intuito de preservar seu valor histórico.